# Слезоточивый газ
Слезоточивый газ — собирательное название ирритантов (веществ слезоточивого или раздражающего действия), имеющих свойства лакриматоров (например, табельные CR, CS, CN), оказывающих раздражающее действие на слизистые оболочки, дыхательные пути и пр. и применяемых в форме различных аэрозолей (т. н. «газы»). Химическое оружие несмертельного действия.  Использование слезоточивого газа при проведении  боевых действий запрещено Женевским протоколом  о запрещении применения на войне удушающих, ядовитых или других подобных газов и бактериологических средств от 1925 года. Применяется правоохранительными органами, вооруженными силами  для пресечения и ликвидации групповых хулиганских проявлений, массовых беспорядков, пресечения иных противоправных действий, представляющих общественную опасность, а также гражданскими лицами в газовом оружии в целях самообороны.  Также применяется в вооруженных силах  в ходе занятий по защите личного состава от оружия массового поражения (во время проведения занятий по ЗОМП в войсках практиковалось окуривание личного состава, находившегося в средствах индивидуальной защиты, слезоточивым газом в условиях, максимально приближенных к боевым, для тренировки и одновременной проверки средств защиты).

## Применяемые вещества и составы
- Дибензоксазепин (CR)
- Хлорбензальмалондинитрил (CS)
- Хлорацетофенон (CN)
- Масляный экстракт перца (олеоризум капсикум)
- Морфолид пеларгоновой кислоты

## Способы применения
По способу применения, способу хранения и способу доставки к цели, слезоточивые газы могут содержаться в промышленных контейнерах, таких как:
- аэрозольные баллоны
- ручные гранаты
- газовые шашки
- контейнеры в патронах для отстрела из специальных карабинов и сигнальных пистолетов
- ранцевые контейнеры аэрозольного распыления (в настоящее время в большинстве стран практически не используется).

## Промышленное наименование
В СССР и России на вооружении правоохранительных органов состояли такие слезоточивые газы, как «Черемуха» и «Сирень». На Украине используется газ «Терен».